# Kollárova (Plzeň)
Kollárova je ulice na Jižním Předměstí v Plzni. Spojuje Kotkovu s Palackého ulicí. Pojmenována je podle slovenského básníka, jazykovědce a historika Jána Kollára, který Plzeň zmínil ve své básni Krásná Češko v Plzni. Nachází se mezi ulicemi: Přemyslova, Divadelní a Poděbradova. Ze severu do ulice vstupuje ulice Karlova a Tovární, z jihu Puškinova a Kovářská. Ulicí nevede žádná trasa veřejné dopravy - je situována do ulice Palackého tramvajovou zastávkou U Synagogy. V budoucnu by Kollárova ulice měla spadnout do parkovací zóny F společně s Poděbradovou, Husovou a příčnými ulicemi. Dříve byla ulice vyhledávána lidmi závislých na alkoholu, automatech či drogách. Od roku 2016 se ulice začíná probouzet k životu zásluhou občanů - pořádají se zde např. výstavy. Roku 2015 se magistrát rozhodl prodat jeden z bytových domů v této ulici..

## Budovy, firmy a instituce
- potraviny
- restaurace
- Správa kolejí a menz Západočeské univerzity